# Drosophila cauverii
Drosophila cauverii är en tvåvingeart som beskrevs av Muniyappa, Reddy och Prakash 1982. Drosophila cauverii ingår i släktet Drosophila och familjen daggflugor.
Artens utbredningsområde är Indien.